# Tranås
Tranås – miejscowość (tätort) w Szwecji, w regionie administracyjnym (län) Jönköping, w gminie Tranås.
Według danych Szwedzkiego Urzędu Statystycznego liczba ludności wyniosła: 14 550 (31 grudnia 2015), 14 876 (31 grudnia 2018) i 14 839 (31 grudnia 2019).